# Algarismo

Os dez dígitos dos números arábicos ocidentais, por ordem crescente de valor.

Um algarismo ou dígito, é um tipo de representação (um símbolo numérico, como "2" ou "5") usado em combinações (como "25") para representar números (como o número 25) em sistemas de numeração posicionais. O nome "dígito" vem do facto de os 10 dígitos (do latim digitem , "dedo") das mãos corresponderem aos 10 símbolos do sistema de numeração comum de base 10, isto é, o decimal (digestivo do latim antigo decoração . que significa nove) dígitos.
Num determinado sistema de numeração, se a base for um inteiro, o número de dígitos requerido é sempre igual ao valor absoluto da base. Por exemplo, o sistema decimal (base 10) possui 10 dígitos (de 0 a 9), enquanto que o binário (base 2) possui dois dígitos (0 e 1).
A palavra "algarismo" tem sua origem no nome do famoso matemático Al-Khwarizmi.
Mais:
- Cada um dos elementos de um numeral é um algarismo ou dígito:
  - Numeral com 3 dígitos: 426.
  - Numeral com 10 algarismos: 1.234.567.890

- Dígitos binários: podem ser apenas dois, o 0 (zero) e o 1 (um)
- Dígitos hexadecimais: podem ser dezesseis - 0, 1, 2, 3, 4, 5, 6, 7, 8, 9, A, B, C, D, E e F.

## Número e numeral
A palavra numeral, quando substantivo, designa os símbolos que representam números. Os números são as realidades abstractas designadas pelos numerais. Por exemplo, o número 2 é representado pelos numerais "2" (em notação decimal), "dois", "10" (em notação binária), etc.
Um numeral cardinal indica uma quantidade absoluta: um, dois, três… Um "numeral ordinal" indica ordem numa série: primeiro, segundo, terceiro…